# Ulf Jansson
Ulf Jansson, född 1951, är en svensk serietecknare som ofta samarbetat med Magnus Knutsson. I slutet av 1970-talet publicerades deras komiska och satiriska serie "Ratte" i Aftonbladet.

## Biografi
Ulf Jansson är född och uppvuxen i Sundsvall. 1973 avbröt han sina "mattestudier" och flyttade till Stockholm för att arbeta som tecknare, dels som frilansande ateljétecknare på Semic, dels tillsammans med manusförfattaren Magnus Knutsson. Genom åren har Jansson tillsammans Knutsson skapat en mängd serier (se tabell nedan), ofta komiska äventyrsserier.
Ulf Jansson är även vinkännare. Han arbetar som professionell vinskribent, bland annat som redaktör för In Vino – Munskänkarnas medlemstidning. 2010 gavs boken "Vinnörden korkar upp" ut av LKPG media, med Janssons humorserie "Bengt Bouquet", som gjorts för tidningen.

## Seriealbum
| Årtal | Verk                                                                   | Förlag                          | Manusförfattare                                 |
| ----- | ---------------------------------------------------------------------- | ------------------------------- | ----------------------------------------------- |
| 1978  | Britta Bus                                                             | Rabén & Sjögren                 | Magnus Knutsson                                 |
| 1980  | Ratte och kidnapparna : Ratte och slipsfabriken ; Ratte i folkparkerna | Carlsen/if                      | Magnus Knutsson                                 |
| 1980  | Snells Express                                                         | Bokomotiv                       | Magnus Knutsson                                 |
| 1981  | Ratte och odjuret : Ratte och tefaten ; Ratte på Nordsjön              | Carlsen/if                      | Magnus Knutsson                                 |
| 1982  | Ratte och den vilda jakten på byrån                                    | Carlsen/if                      | Magnus Knutsson                                 |
| 1983  | Ratte och paniken i Pompador                                           | Carlsen/if                      | Magnus Knutsson                                 |
| 1984  | Ratte i New York: Möbler i massor                                      | Carlsen/if                      | Magnus Knutsson                                 |
| 1985  | Ratte: satiriska seriesidor                                            | Alvglans                        | Magnus Knutsson                                 |
| 1989  | Kämpa för rättvisa – om arbetarrörelsens historia                      | Carlsen Comics                  | Magnus Knutsson                                 |
| 1991  | Martin Udds äventyr                                                    | Jemi                            | Magnus Knutsson                                 |
| 1991  | Martin Udd – journalist                                                | Carlsen Comics                  | Magnus Knutsson                                 |
| 1992  | Martin Udd går på en mina                                              | Carlsen Comics                  | Magnus Knutsson                                 |
| 1992  | Sveryda 1                                                              | Optimal Press                   | Magnus Knutsson                                 |
| 1993  | Benny – golvens hjälte: med huvudet på skaft                           | Golvbranschens riksorganisation | Ulf Jansson och Golvbranschens riksorganisation |
| 1994  | Benny – golvens hjälte: samlade storverk                               | Golvbranschens förlag           | Ulf Jansson                                     |
| 1994  | Bix                                                                    | Optimal Press                   | Magnus Knutsson                                 |
| 1996  | Sveryda 2                                                              | Optimal Press                   | Magnus Knutsson                                 |
| 1998  | Kodnamn Falken                                                         | Jemi                            | Magnus Knutsson                                 |
| 1999  | Martin Udd – morfiska vågor                                            | Jemi                            | Magnus Knutsson                                 |
| 2009  | Benny – golvens hjälte: nya storverk                                   | GBR förlag                      | Ulf Jansson                                     |
| 2010  | Bengt Bouquet: vinnörden korkar upp                                    | LKPG Media                      | Ulf Jansson                                     |
| 2015  | Stora boken om Ratte                                                   | Galago                          | Magnus Knutsson                                 |
| 2021  | Granköping                                                             | Ades Media                      | Magnus Knutsson                                 |
| 2024  | Box 19008: chefen går i taket                                          | Epix                            | Ulf Jansson                                     |

## Övrigt
| Årtal     | Verk                                    | Publicering                                                | Manusförfattare |
| --------- | --------------------------------------- | ---------------------------------------------------------- | --------------- |
| 1970-tal  | "Diktatorn"                             | Quid Facto                                                 | Ulf Jansson     |
| 1973      | "Datorrättvisa"                         | Agent X9 nr 7/1973                                         | Magnus Knutsson |
| 1973      | "Tempelruinens gåta" ("Fantomen"-serie) | Fantomen nr 23/1973                                        | Magnus Knutsson |
| 1974      | "Tjuvskyttarna" ("Fantomen"-serie)      | Fantomen nr 3/1974                                         | Magnus Knutsson |
| 1975–1976 | "Vår Lilla Stad"                        | 91:an                                                      | Magnus Knutsson |
| 1976      | "Hanna [...]" (8 st.)                   | I utgivningsserien "För dig i förskolan"                   | Magnus Knutsson |
| 1977–1980 | "Snells Express"                        | Blondie                                                    | Magnus Knutsson |
| 1977      | "Klara Kvist"                           | Vi                                                         | Magnus Knutsson |
| 1977–1980 | "Ratte"                                 | Aftonbladet                                                | Magnus Knutsson |
| 1979      | "Benke"                                 | Svenska Serier nr 1/1979                                   | Ulf Jansson     |
| 1980      | "Sveryda"                               | Aftonbladet                                                | Magnus Knutsson |
| 1986      | "Forcemarkjeure"                        | Elixir                                                     | Magnus Knutsson |
| 1986–92   | "Box 19008"                             | Epix                                                       | Ulf Jansson     |
| 1986      | "Puddinge Nyheter"                      | Dagens Nyheter DN:s gästserie                              | Magnus Knutsson |
| 1986      | "Seriernas formspråk"                   | SERIER!                                                    | Magnus Knutsson |
| 1987–1996 | "Martin Udd"                            | Svenska Serier, Efter muren, Serier om den första kärleken | Magnus Knutsson |
| 1991      | "Bix"                                   | Dagens Nyheter                                             | Magnus Knutsson |
| 1990-tal  | "Bengt Bouquet"                         | Vinkännaren                                                | Ulf Jansson     |
| 1996      | "Seriernas teckenspråk"                 | Jan Ollars "Svenska : Lärobok för årskurs 5"               | Magnus Knutsson |
| 1998      | "Tobor"                                 | DN:s gästserie                                             | Magnus Knutsson |
| 1998–2008 | "Granköping"                            | Skogsindustriarbetarnas tidning Sia                        | Magnus Knutsson |

## Priser och utmärkelser
- Svenska Serieakademins diplom 1981
- 91:an-stipendiet 1985